# Galeopsomyia cupreus
Galeopsomyia cupreus är en stekelart som först beskrevs av William Harris Ashmead 1894.  Galeopsomyia cupreus ingår i släktet Galeopsomyia och familjen finglanssteklar. Inga underarter finns listade i Catalogue of Life.